# Малуша
Малуша Любечанка (ок. 940—944 г. — ?) — ключница-рабыня княгини Ольги, наложница её сына Святослава Игоревича, сестра Добрыни, ставшего воеводой, мать Владимира Святославича.
«Володимер бо бе от Малуши, ключнице Ользины, сестра же бе Добрыни, отец же бе има Малк Любечанин, и бе Добрыня уй Володимиру» (Повесть временных лет).
Поскольку точных данных о её происхождении нет, а сыну её довелось стать одним из самых знаменитых князей Киевской Руси, по поводу родственных связей Малуши было высказано несколько гипотез.

## Биография
О более низком социальном положении Малуши свидетельствует оскорбление, нанесённое позже её сыну Владимиру: когда в 979 году Владимиру сватали Рогнеду, дочь полоцкого князя Рогволода, она ответила: «Не хочу я разувать робичича». Этот ответ сильно оскорбил Добрыню, сестру которого назвали рабыней, и после победы, одержанной над Рогволодом, он, по замечанию летописи, приказал племяннику «быть с ней (то есть овладеть Рогнедой) перед отцом её и матерью».
Брат Малуши Добрыня, быть может, тоже начинал свой карьерный взлёт при княжеском дворе с низших должностей (тем же ключником), что косвенно подтверждают былины, так как историки сходятся на мнении, что его можно считать прототипом известного героя былин Добрыни Никитича.
...Да три года жил Добрынюшка да конюхом,

Да три года жил Добрынюшка придверничком,

Да три года жил Добрынюшка де ключником,

Ключником, Добрынюшка, замочником,

Золотой де казны да жил учетчиком...

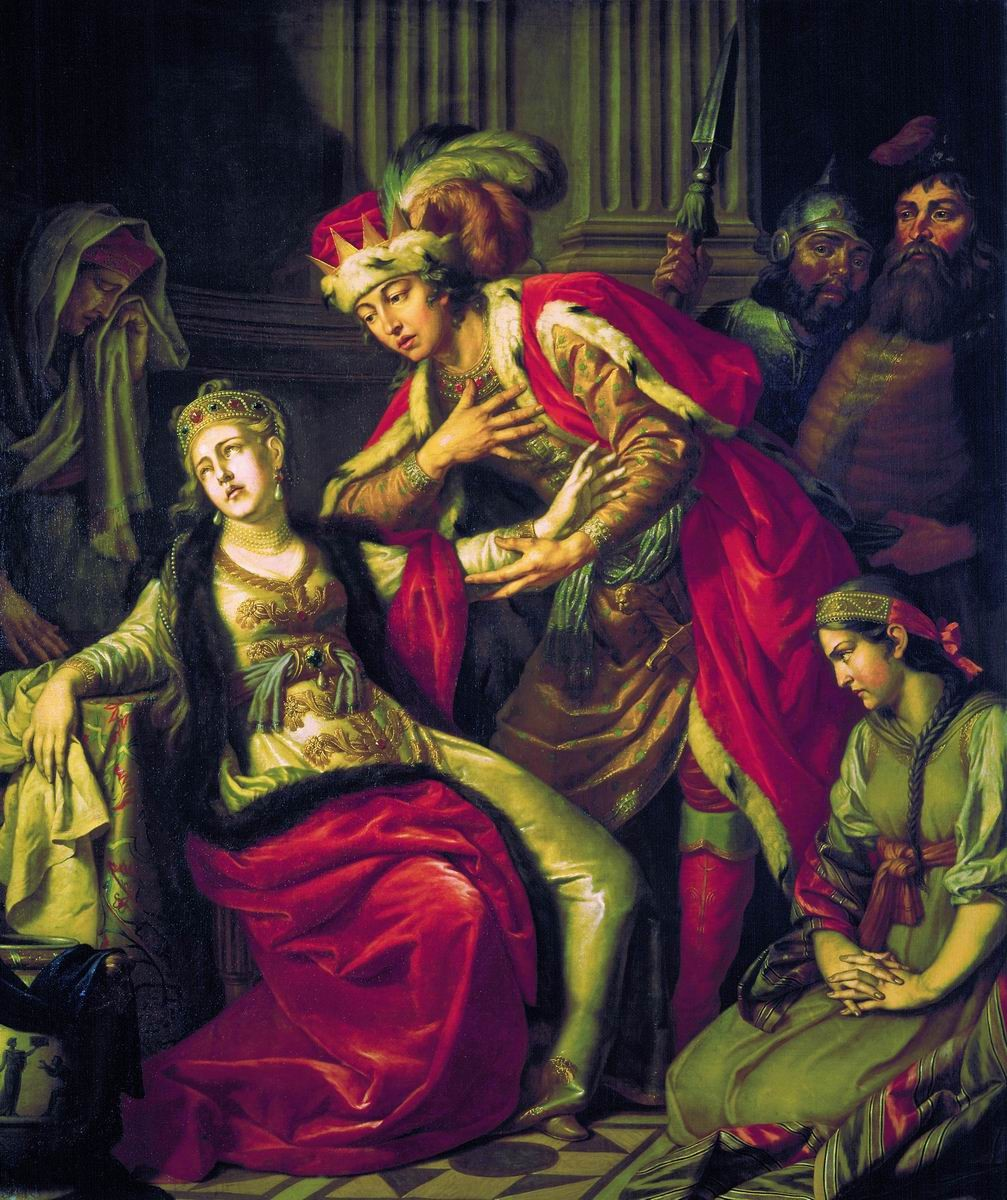
Антон Лосенко. «Владимир и Рогнеда», 1770

Как сообщают поздние источники XVI века Никоновская и Устюжская летописи, Владимир Святославич родился в селе Будутине (возможно, д. Будник под Псковом или с. Будятичи (укр. Будятичі) под Владимиром-Волынским), куда разгневанная Ольга отослала беременную Малушу. Это село принадлежало Ольге (или Малуше) и после её смерти было завещано церкви Богородицы.
Володимиръ бо бе отъ Малки, ключници Олжины; Малка же бе сестра Добрыне, — и бе Добрыня дядя Володимиру; и бе рожение Володимеру въ Будутине веси, тамо бо въ гневе отслала ея Олга, село бо бяше ея тамо, и умираючи даде его святей Богородици.
Никоновская летопись
Точный год рождения Владимира неизвестен. Его отец Святослав родился в 942 году, а старший сын Владимира Вышеслав — около 977 года, откуда историки выводят год рождения Владимира 960-й с точностью до нескольких лет.
Н. И. Новиков цитирует в своем издании 1791 года: «…бе у Ольги девица ключница вельми красна имянем Мауса, Святослав же взя ю к себе на ложе, она же зачат от него и роди ему сына Владимира…» («Подробнейшая История Государей Российских» // Древняя Российская Вивлиофика). В Ипатьевской летописи Малуша вместо ключницы названа «милостницей» Ольги — то есть раздатчицей милостыни (по версии, высказанной Срезневским это слово вообще значит «фаворитка, любимица»). Существует предположение историка Д. И. Прозоровского, что будучи раздатчицей милостыни (занятие христианки), Малуша нарушила заповедь «не прелюбодействуй» с Святославом, и именно это вызвало гнев Ольги. Датируя рождение Владимира 962 годом Ю. Дыба связывает гнев Ольги с возмущением языческой реакцией, отразившейся в письменных свидетельствах о бегстве в этом году из Киева миссийного епископа Адальберта, посланного в Русь Оттоном I по просьбе княгини Ольги. Отправка Малуши в Будятину здесь объясняется необходимостью оградить беременную Малушу от неконтролированного развития событий, приведших, как свидетельствуют западные источники, к убийству спутников Адальберта на его обратном пути из Руси.

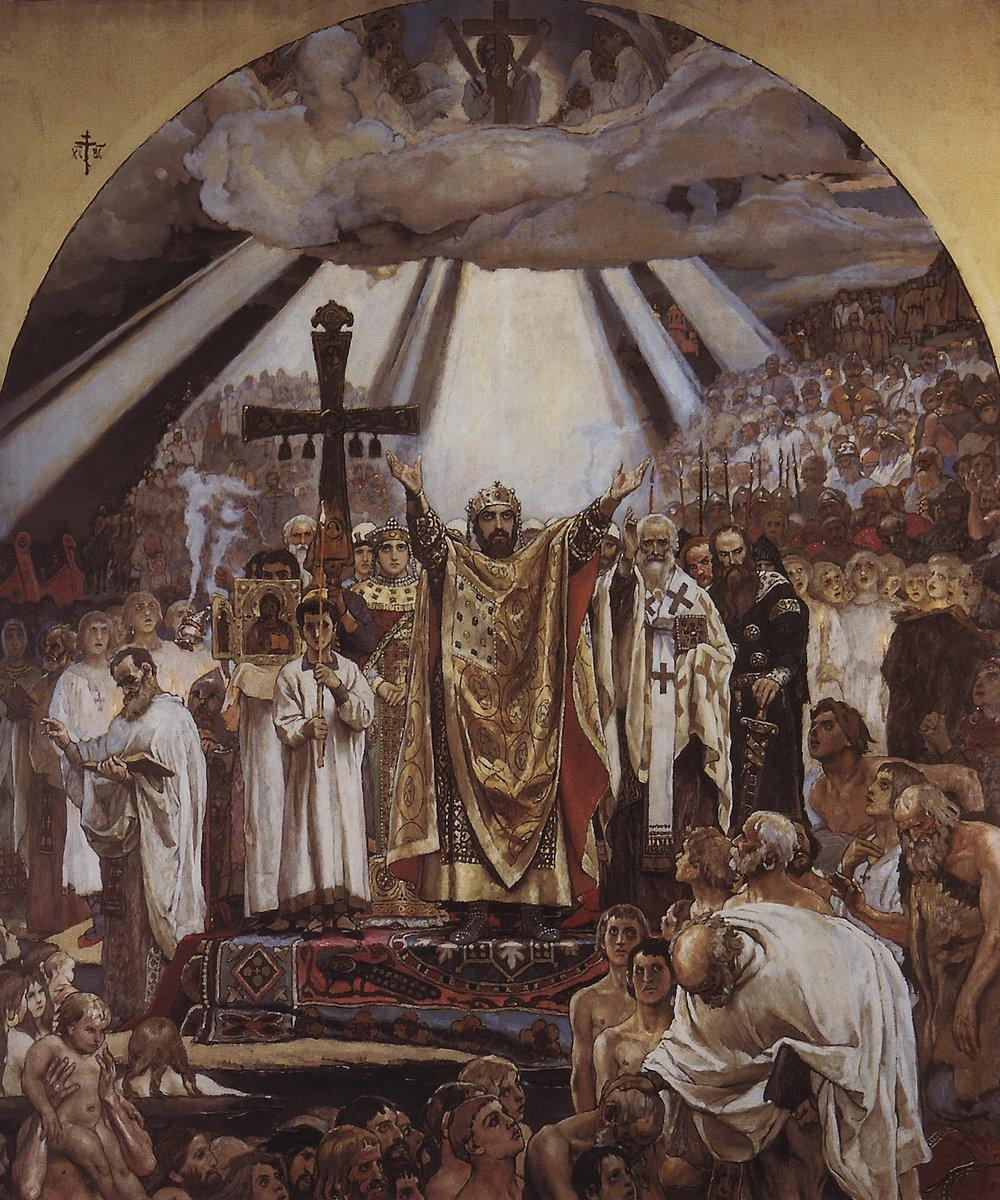
Виктор Васнецов. «Крещение Руси святым Владимиром», 1885—1896

О дальнейшей судьбе Малуши летописи не сообщают, а малолетний Владимир вернулся в Киев, где находился под присмотром княгини Ольги. Воспитанием его занимался скорее всего дядя по матери Добрыня, так как в обычаях Руси было доверять воспитание наследников членам старшей дружины. Затем в 970 году Добрыня (с вероятно 10-летним) племянником был послан великим князем держать Новгород, то есть выступал при нём регентом.
В XVI веке Герберштейн в своих «Записках о Московии», забавно переменив пол Добрыни, пересказывает эту историю: «Правивший по смерти матери Святослав поделил области между сыновьями: Ярополк (leropolchus) получил Киев, Олег — древлян, а Владимир — Новгород Великий, так как новгородцы сами просили Владимира себе государем по совету некоей женщины по имени Добрыня (Dobrina). Добрыня и Малуша (Maluscha) были двумя дочерьми новгородского гражданина по имени Калуфча Малый (Calufcza parvus, Caluwtza der khlain); Малуша, будучи в услужении (in gynaecio) у Ольги, зачала от Святослава и родила Владимира».
Весьма спорная, впрочем, «Сага о йомсвикингах», описывающая конец X века, рисует следующую картину её возможной старости:

В то время царствовал в Гардарики король, по имени Владимир. У него была жена Алогия, умная и добрая, хотя язычница, и мать старушка, едва державшаяся в креслах, но вещунья прозорливая. В большой годовой праздник её внесли на креслах в гридницу, где сидел король с дружиной, и она предсказывала, что будет в наступающем году. Однажды её внесли на такое собрание и она сказала: «Не вижу в этом году ни войн, ни бедствий для твоей страны, но вижу великое событие: там на севере в Норвегии родился королевич, который будет воспитан здесь, на Руси, и сделается великим государем, твоей земле будет защитником и миротворцем, и прославит твоё имя, в цвете лет получит своё королевство и засияет ярким сиянием, многим народам северных стран будет полезен, но недолго будет царствовать. Довольно, унесите меня».

## Версии

### Отец Малуши «Малк Любечанин»
В Повести временных лет указано следующее происхождение Малуши:

Володимер был от Малуши, ключницы Ольгиной, та же была сестра Добрыне; отец же им был Малък Любечанин— Повесть временных лет, Цитата по: Карпов А. Ю. Владимир Святой. — 1997. — С. 13.
В связи с этим историки старались установить личность Малка Любечанина. Высказывались следующие гипотезы о его происхождении.

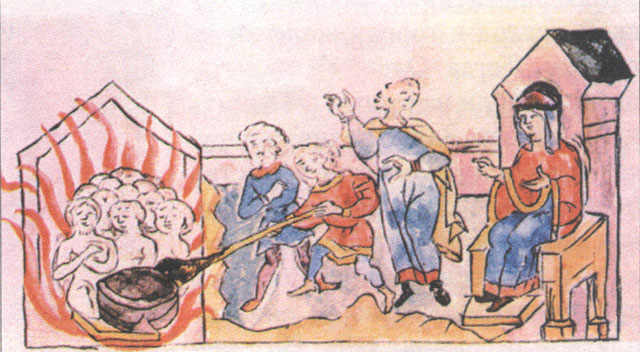
Вторая месть Ольги древлянам. Миниатюра из Радзивилловской летописи.

- В. Н. Татищев считал Малка Любчанина купцом из балтийского Любека. Это предположение поддержала этнограф Т. А. Берштам[13]. Она обратила внимание на известие В. Татищева о существовании древнего Новгородского герба с изображением головы вола — «подобного мекленбургскому». По мнению В. Татищева, этот символ принадлежал славянам, которые переселились в Новгород из окрестностей Любека. В подтверждение новгородско-любекских связей исследователь называл имена знатных новгородских Любчан: «въ Новѣ городѣ знатныя фамилїи Любчанъ находились, какъ о матери Владимира І. Сказано, то была дочь Малки Любчанина; въ Новѣ жъ градѣ улица бискупля, которое имя не отьинуда, какъ изъ Вандалїи принесено, но сїе видимо, что уже въ Христїствѣ учинилось, когда въ Любекѣ Епископы были, и ихъ подданые въ Новъ градъ песелились. Ректор Апицъ во утвержденїе сего приводитъ, яко бы Новгородцы древле гербъ имѣли воловью голову, какъ и Мекленбургскїй, токмо я сего нигдѣ не нахожу, токмо что идола Мокоса имѣли съ воловьею главою»[14]
- Д. И. Прозоровский[15] (1864) считал её дочерью древлянского князя Мала, возглавившего восстание, в котором был убит князь Игорь, жестоко отомщенный княгиней Ольгой. Следы Мала теряются после 945 года, вероятно всего, он не избег мести княгини, но по мнению Прозоровского, он был взят в плен и переселен. Прозвание отца Малушин «Любчанин» он объяснял тем, что Ольга после древлянского погрома будто бы поселила его в Любече; соответственно дети его попали в рабство как пленные. Кроме того, ученый считал, что «княжна» была не наложницей, а законной женой Святослава. Версия основывается на признании Владимира Ольгой наравне с законными сыновьями Святослава, а также незыблемости положения Добрыни в Новгороде и его успешной карьере и всеобщем уважении, которые, по мнению ученого, свидетельствуют о его аристократическом положении и «законных» родственных связях через его сестру[16]. Эта версия была позабыта, и вновь воскрешена в 1971 г. А. М. Членовым в статье «Древлянское происхождение князя Владимира», опубликованной в «Украинском историческом журнале», позже в «По следам Добрыни»[17].

Гипотеза Прозоровского о том, что Малък Любечанин тождественен древлянскому князю Малу, отвергалась многими историками (например, Б. А. Рыбаковым, А. В. Поппэ, А. Ю. Карповым). Однако эта гипотеза продолжает оставаться достаточно популярной, и преобладает в ныне публикуемых генеалогических компиляциях.
- А. А. Шахматов считал, что её отец — Мьстиша-Лют Свенельдич, чье имя, как он считает, видоизменилось в «Малк». Свенельд был, возможно, князем уличей и древлян. Потомки Добрыни (см. список в статье о нем), Вышата и Ян Вышатич, дали авторам Начального свода примерно 100 лет спустя после смерти Игоря сведения о своих предках (Свенельде, Мьстише-Люте, Добрыне, Коснятине, Остромире), идущие из устных семейных преданий. Шахматов также показал, анализируя составное имя, что произошло наложение Люта Свенельдича на Мстислава Владимировича Лютого, князя Тмутаракани, жившего на полстолетия позднее[22]. Сам Малк, по его мнению, в былинах «мутировал» в персонажа по имени «Никита Залешанин». В словаре под редакцией Янина в статье о Добрыне фигурирует вариант «сын Малка Любечанина Мсиши-Люта (Мстислава Лютого) Свенельдича»[23]

В настоящее время гипотеза Шахматова считается опровергнутой. Он строил свои выводы на «Хронике» Яна Длугоша, использовавшего не дошедшие до нашего времени русские летописи. У него имя древлянского князя читалось «Мискиня», Шахматов посчитал, что это испорченное «Мистиня», после чего сблизил его с «Мистиша» (Мстислав). Однако в оригинале у Длугоша имя читалось как «Нишкина» (пол. Niszkina), что делает построения Шахматова ошибочными. Это также делает отождествление Мистиши и Люта Свенельдичей маловероятным. Наиболее обстоятельная критика дана в работах историков А. В. Соловьёва и А. В. Поппэ.
- М. С. Грушевский отнёсся отрицательно к выводам Прозоровского и Шахматова.
- И. Мыцько считает, что Малк Любчанин попал в Русь в начале 60-х годов Х ст. в сопровождении миссии епископа Адальберта, которая прибыла в Киев по просьбе княгини Ольги. Маршрут Адальберта пролегал через чешский град Либице (Liubuz, Lubik, Liubycz, Lubic) откуда, по его мнению, и попал в сопровождение епископа славянин Мал. После неудачного завершения миссии Адальберта его дети — Добрыня и Малуша — остались при княгине Ольге[25]

### Имя «Малуша»
- Словарь Даля производит слово «малуша» от прилагательного «малый»[26]. Женская форма имени «Мал». Подобные «говорящие» имена были нередки в языческой Руси. Оно могло означать, что Малуша была младшей дочерью в семье или имела малый рост[27].
- По Шахматову «Малуша» это — славянизированное «Малфред». Некая Мальфреда (Малфредь) упоминается среди умерших членов княжеского семейства под 1000 годом, рядом со смертью Рогнеды, без указания её родства[28]. Татищев считал её «другой чехиней», женой Владимира Святого (возможно, она — мать Святослава Владимировича). Иногда историки отождествляют её с Малушей. Ф. Б. Успенский пишет об истории и дальнейшей популярности княжеского имени «Мальфред» среди Рюриковичей, что «с точки зрения принципов имянаречения, несколько вероятнее, что первая Малфредь была матерью Владимира Святославича. Ярослав Мудрый, как известно, был сыном Рогнеды. Если Малфредь была только одной из многочисленных жен его отца [а не его бабушкой], возникает вопрос, почему её имя стало воспроизводиться у потомков Ярослава»[29].
- До Татищева историк Д. И. Иловайский[30] пришёл к выводу, что «Малфред», наоборот скандинавская переделка имени Малуши (для облагораживания имени княжеской матери)[31].

## Фольклорный образ
- Ю. Дыба отмечает присутствие сюжетов о ключнице Малуше в украинской народной обрядовой поэзии зимнего цикла. Парные образы Малуши и её сына Владимира (в крещении — Василия) представлены в святочных фольклорных фигурах Маланки (Меланки, Миланки) и Василия. В церковном календаре день св. Мелании завершает годовой круг, день св. Василия его начинает. Это календарное обстоятельство сблизило в народном воображении преподобную Меланию и святого Василия Великого, превратив их в стойкую фольклорную пару, сохранив не только упоминания о реальных исторических персонажах, но и целый ряд деталей, которые отражают правовые нормы X в. и характеризуют тогдашний быт[32].

## В кино
- Легенда о княгине Ольге (1983; СССР) режиссёр Юрий Ильенко, в роли Малуши Светлана Ромашко.
- Владимир Святой (1993; Россия) режиссёр Юрий Томошевский, в роли Малуши Ирина Арлачева.

## Памятники
- Памятник Малуше и юному Владимиру в Коростень, Житомирская область (Украина)
- Памятник Малуше и юному Владимиру в Любече, Черниговская область (Украина)

## Первоисточники
- ПВЛ: 49, 247
- Татищев: 51, 204, 237, 279, 307
- НПЛ: 121, 523